# Истобенский сельсовет (Липецкая область)
Истобенский сельсовет — сельское поселение в Чаплыгинском районе Липецкой области Российской Федерации.
Административный центр — село Истобное.

## История
Статус и границы сельского поселения установлены Законом Липецкой области от 23 сентября 2004 года № 126-ОЗ «Об установлении границ муниципальных образований Липецкой области»

## Население
| 2010 | 2012 | 2013 | 2014 | 2015 | 2016 | 2017 |
| ---- | ---- | ---- | ---- | ---- | ---- | ---- |
| 345  | ↘330 | ↘320 | ↘316 | ↘302 | ↘301 | ↗311 |
| 2018 | 2021 |      |      |      |      |      |
| ↗320 | ↗358 |      |      |      |      |      |

## Состав сельского поселения
| № | Населённый пункт | Тип населённого пункта       | Население |
| - | ---------------- | ---------------------------- | --------- |
| 1 | Заречная         | деревня                      | ↘28       |
| 2 | Истобное         | село, административный центр | ↘314      |
| 3 | Хавенка          | посёлок                      | 3         |

## Известные уроженцы
- Кулешов, Василий Иванович (1895— 1971) — советский военачальник, полковник, кавалер Георгиевского оружия.
- Маликов, Илья Антонович  (1921— 1990) —  советский летчик, Герой Советского Союза,  продолжил воевать после  ампутации ноги.